# Corinna Rosteck

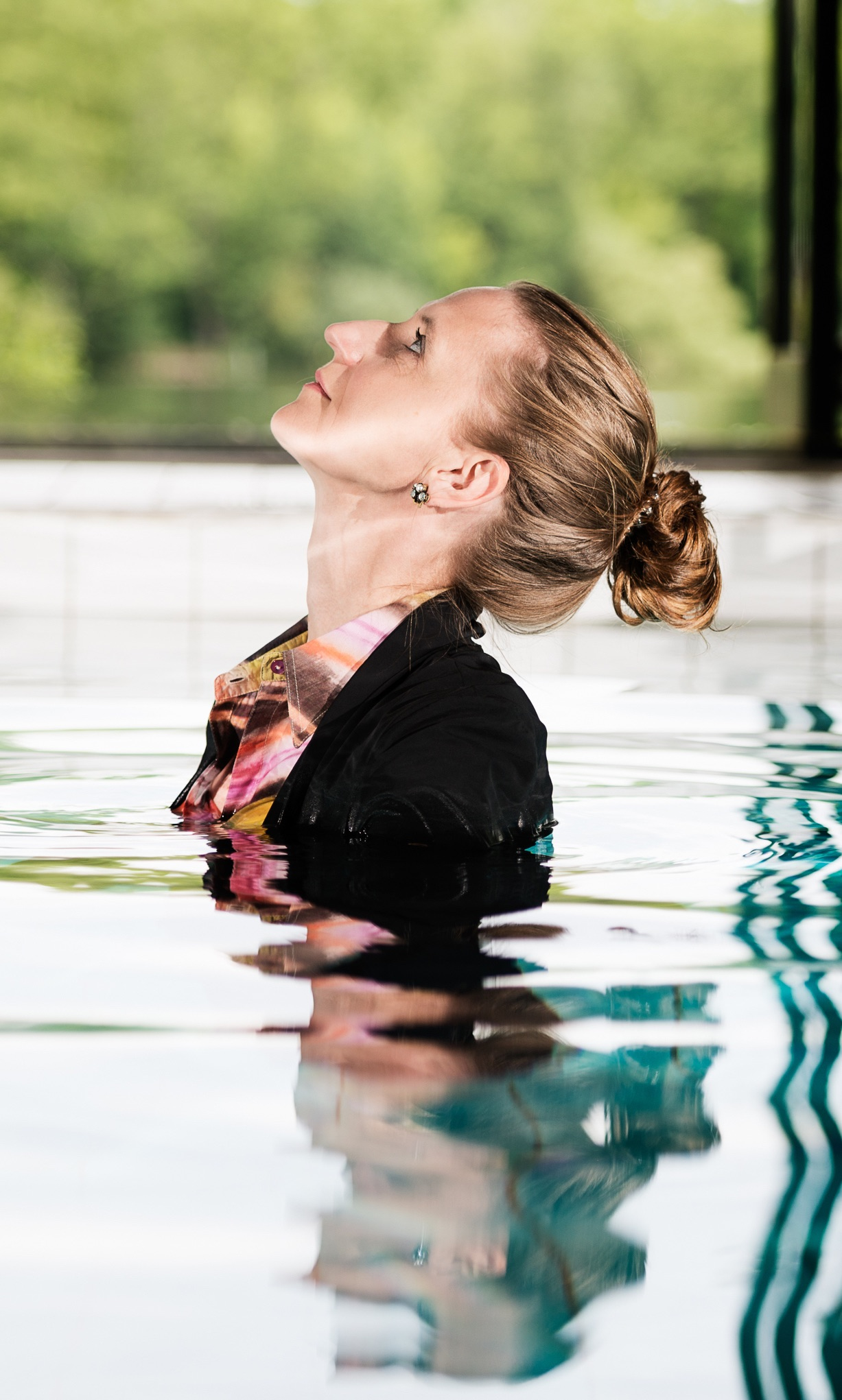
Corinna Rosteck (2023)

Corinna Rosteck (* 1968 in Detmold) ist eine deutsche Künstlerin in den Bereichen Bildnerische Gestaltung, Künstlerische Fotografie, Video und Installation. Sie lebt und arbeitet in Berlin.

## Leben
Corinna Rosteck wuchs in Hameln und auf Ibiza auf. Das Abitur legte sie 1987 am Schiller-Gymnasium Hameln ab und studierte bis 1994  Malerei im Fachbereich Freie Kunst an der Universität der Künste Berlin mit Abschlussdiplom in der Klasse von Kuno Gonschior. Weitere Studien absolvierte sie von 1991 und 1992 am Londoner Central Saint Martins College of Art and Design, teilweise mit einem  Erasmus-Auslandsstipendium, und belegte einen Advanced Higher Diploma Course mit Schwerpunkt Drucktechnik und Fotoradierung. Sie war anschließend Meisterschülerin von Katharina Sieverding an der Universität der Künste Berlin. In einem ARTE Fernsehbeitrag wurde das Thema ihrer Abschlussarbeit, Bruder Sonne – Schwester Mond, unter dem Titel Geschwisterliebe – Geschwistermythos von der Tagtraumproduktion in einem Porträt der Künstlerin vorgestellt.
Rosteck erhielt unter anderem ein Reisestipendium des Deutschen Akademischen Austauschdienstes und reiste von Japan, über Hawaii, Kalifornien, Seattle, Chicago nach New York City. Ihr fotografisches Thema „Masse und Mensch – Vertigo“ setzte sie in einem halbjährigen Studienaufenthalt in Paris mit dem Deutsch-Französischen Jugendwerk fort. Es folgte eine Einzelausstellung im Pariser Goethe-Institut, der Galerie Condé sowie ein weiteres Auslandsstipendium in New York, wo sie am International Center of Photography (ICP) für Advanced Digital Imaging im Photography and Digital Department als Teaching Assistant unterrichtete.
Rosteck realisierte mit verschiedenen Unternehmen dauerhafte Kunst-am-Bau-Installationen. Sie wirkte als Fachpreisrichterin in Wettbewerbsverfahren des Berliner Senats mit. Beim Forschungsprojekt „Transgressionen“ des Hochschulübergreifenden Zentrums für Tanz Berlin, finanziert durch die Deutschen Forschungsgemeinschaft, wurden ihre Tanzbilder präsentiert.

### Privates
Rosteck wurde als Tochter von Hermann (1929–2020) und Liane Rosteck (1939–2021) geboren, welche Initiatoren der Hochheimer Kunstsammlung waren. Ihr Bruder ist der Musikwissenschaftler und Schriftsteller Jens Rosteck. Sie ist verheiratet und hat zwei Kinder.

## Werk

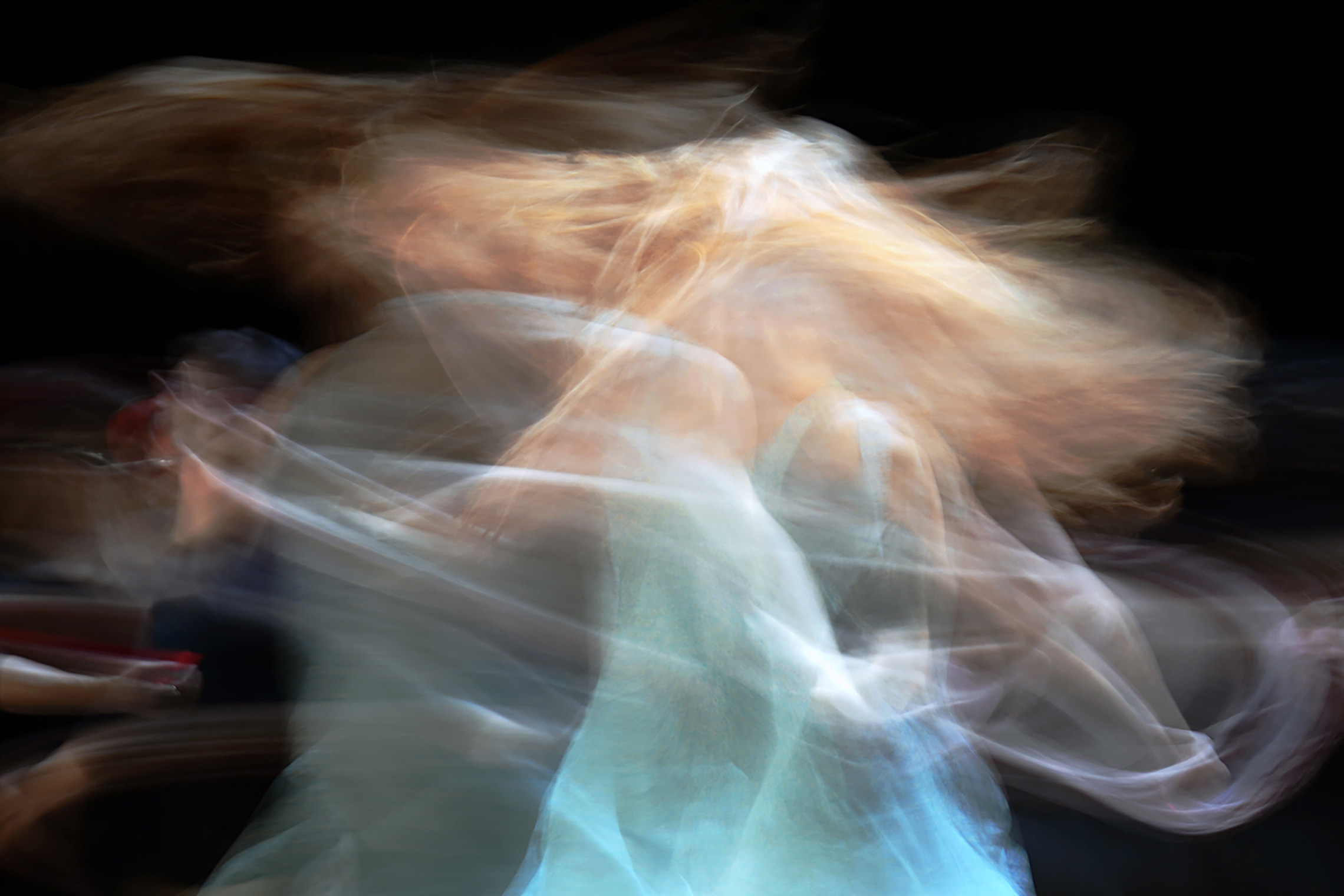
Der Tanz der Eurydice, Künstlerische Fotografie von Corinna Rosteck in Kooperation mit dem Staatstheater Kassel, Orfeo (2012)

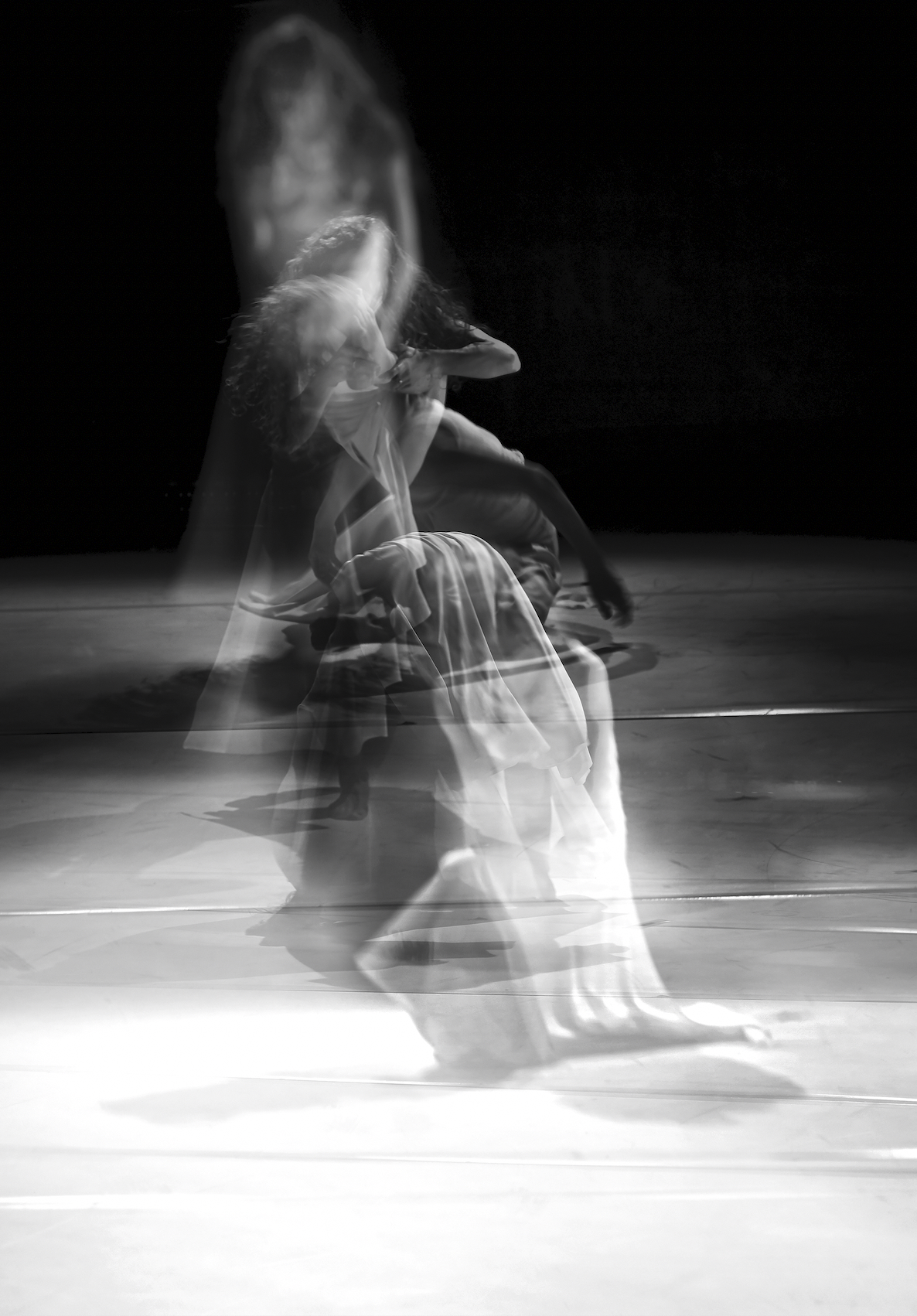
Überblendung und Mehrfachbelichtung von Corinna Rosteck in Kooperation mit Sahar Damoni, Tanz_Kassel (2022)

Bewegung ist das zentrale Sujet in den Arbeiten von Corinna Rosteck. Ihre künstlerischen Fotografien und installativen Arbeiten thematisieren Spiegelungen und Oberflächen im Stadtraum, in der Landschaft des Liquiden sowie beim Tanz. Rosteck experimentiert ausgehend von Malerei und Drucktechnik mit besonders lichttechnisch interessanten Materialien. Einen Großteil ihrer künstlerischen Fotografien hat sie auf reflektierende Metallpapiere gedruckt. Dieses Material eignet sich z. B. für das Motiv des Wassers und kann realistische Wahrnehmungseffekte erzeugen. Außerdem erzeugt es, je nach Lichteinfall ein Wahrnehmungsbild, das von der Bewegung des Betrachters abhängig ist.
In Begleitung von Inszenierungen und Choreografien von Ensembles/Tanzcompagnies wie zum Beispiel dem Staatstheater Kassel und in Zusammenarbeit mit Solotänzerinnen (Butoh) und Musikerinnen entwickelt Rosteck eigene Performances und Videoinstallationen. Dabei werden die Bilder auf die Tänzerinnen projiziert und im Zusammenwirken von Raum, Licht und Musik zu einem Gesamtkunstwerk inszeniert.

## Mitgliedschaften
Corinna Rosteck ist Mitglied im Deutschen Künstlerbund, in der Deutschen Gesellschaft für Photographie, im Berufsverband Bildender Künstler Berlin, im Verein Berliner Künstler und bei Fairshareforwomenartists.

## Ausstellungen (Auswahl)

### Einzelausstellungen
- 2000: (T)Räume, Holzhausenschlößchen, Frankfurt am Main
- 2001: Sogesehen, Kunstallianz 1, Treptowers, Berlin
- 2006: Des Künstlers Raum, Motorenhalle, Dresden
- 2008: Wasser, deutscher Expo-Pavillon, Zaragoza
- 2012: Liquid Dance, Videor Art Foundation

### Gruppenausstellungen
- 2001:  whirl&wake, Nassauischer Kunstverein, Wiesbaden
- 2002: Saar Ferngas Förderpreis, Wilhelm-Hack-Museum, Ludwigshafen
- 2005: ...3xklingeln!, Mainz Biennale, Mainzer Neustadt
- 2006: Wasser, Künstlerverein Walkmühle, Wiesbaden
- 2006: Alfred-Rethel-Preis, Stadt Wetter
- 2006: Sickingen Kunstpreis, Pfalzgalerie Kaiserslautern
- 2008: energy, Zeche Zollverein, Essen
- 2009: Energy II, Kommunale Galerie am Hohenzollerndamm, Berlin
- 2010: BeRuf Künstlerin, Frauenmuseum Bonn
- 2011: Wasser in der Kunst, Landesmuseum Mainz
- 2013: Tanz und Tod, Museum für Sepulkralkultur, Kassel[9]
- 2017: Heimat, Deutscher Künstlerbund
- 2018: Stadt – Land – Fluss Kurfürstliche Burg (Boppard)
- 2020: Kunst für Bildung, Königin-Luise-Stiftung, Berlin
- 2021: Ich kann nicht abstrakt, Schloß Reinbek, Sammlung Peter Engel
- 2022: Irritationen, bilaterales Ausstellungsprojekt Vebikus Kunsthalle Schaffhausen und Verein Berliner Künstler
- 2023: PACT Zollverein Residence in Zusammenarbeit mit Sahar Damoni

## Kunst im öffentlichen Raum
- 2002: e-on AG, Düsseldorf
- 2003: Kunst-am-Bau Projekt accenture GmbH, Kronberg/Taunus
- 2005: Circular, Kunst-am-Bau-Projekt L.I.F.E., B.Braun AG, Melsungen
- 2007: 1. Preis Carl-Oelemann-Schule, Bad Nauheim
- 2007: Composite Campus Stade, CCS, Stade, Kunst-am-Bau
- 2008: Wasser Fälle, Kunst-am-Bau – Installation, Berliner Wasserbetriebe
- 2014: Map of the World, Informations-, Kommunikations- und Medienzentrum, IKMZ, Bibliothek der Universität Potsdam-Golm
- 2020: Conference center im main Building, Frankfurt am Main, Just Burgeff Architekten[10]

## Publikationen
- Sogesehen – Reflexionen der Gegenwart. Ausstellungskatalog. Hrsg.: Kunstallianz Berlin und Holzhausenschlösschen, Frankfurt am Main 2003, DNB 968878571
- Seh(n)sucht/Corinna Rosteck. Ausstellungskatalog. Verlag: Jörg Heitsch Galerie, München 2014, DNB 105992997X
- Riven In Time. Bildband. Ausstellungskatalog. Galerie Karin Melchior, Kassel und Galerie Lausberg, Düsseldorf. Verlag Corinna Rosteck, Berlin 2018, DNB 118380122X